# Wörterbuch der elsässischen Mundarten
Das Wörterbuch der elsässischen Mundarten enthält den wissenschaftlich bearbeiteten Wortschatz der elsässischen Bezirke Ober- und Unterelsass und ist eines der großlandschaftlichen Dialektwörterbücher des Deutschen.

## Typus
Das elsässische Wörterbuch dokumentiert – wie das Lothringische Wörterbuch – besonders die von der Schriftsprache abweichenden Wörter und Wendungen. Somit ist es als Idiotikon zu charakterisieren. Als Muster für die Gesamtkonzeption diente das Schweizerische Idiotikon 1881 ff. Die Anordnung der Stichwörter ist nicht glattalphabetisch, sondern folgt wie etwa das Schweizerische Idiotikon oder das Bayerische Wörterbuch Johann Andreas Schmellers einem System, wonach das Konsonantengerippe der Stammsilbe maßgebend für die Alphabetisierung ist. Der Vokal oder Diphthong der Stammsilbe wird erst nach dem oder den ihm folgenden Konsonanten berücksichtigt. Somit ergibt sich z. B. folgende Reihenfolge für die Stichwörter mit den Stammkonsonanten F–CH: Fach – Fech – Vieh – Fuchs. Ableitungen und Zusammensetzungen sind unter dem jeweiligen Bestimmungswort eingeordnet.

## Geschichte
Verfasst wurde das elsässische Wörterbuch von Ernst Martin (1841–1910), seit 1877 Professor in Straßburg, und Hans Lienhart (1858–1928).
Materialbasis des Wörterbuchs war eine Sammlung von 100.000 Zetteln, die nach Gründung der Arbeitsstelle 1887, v. a. ab 1890, zusammengetragen wurde. Neben 6000 Zetteln, die von August Stöber (1808–1884) beigetragen wurden, und den Fragebögen, die von Louis Gustave Liebich (1824–1910) für eine elsässische Grammatik erfragt wurden, waren es hauptsächlich Lehrer, die nach einem Aufruf das Material beitrugen.
In dem Projekt „Wörterbuchnetz“, das im „Kompetenzzentrums für elektronische Erschließungs- und Publikationsverfahren in den Geisteswissenschaften“ an der Universität Trier entsteht, wurde eine Online-Version des Elsässischen Wörterbuchs erarbeitet, die mit anderen Wörterbüchern vernetzt ist.